# François-Henri Pinault
François-Henri Pinault (ur. 28 maja 1962, Rennes) – francuski biznesmen i prezes konglomeratu marek luksusowych, a także syn i spadkobierca François Pinault. Uważany jest za jednego z najbogatszych ludzi na świecie, a majątek rodzinny szacowano na 18 sierpnia 2018 roku na 30,5 miliarda dolarów.

## Życiorys
Studiował we Francuskiej Szkole Wyższych Studiów Handlowych HEC Paris, gdzie zdobył wiedzę niezbędną do pracy w firmach swojego ojca. W 1989 roku, po Pinault Distribution, został dyrektorem generalnym France Bois Industries.
W 1993 wyjechał do pracy za granicę (Afryka, DOM-TOM). W 1997 roku został mianowany dyrektorem generalnym FNAC. W marcu 2005 roku dokonał wielkiego skoku, kiedy został mianowany prezesem Pinault-Printemps-Redoute (PPR), zastępując ojca. 20 czerwca 2007 roku objął stanowisko prezesa zarządu niemieckiej firmy produkującej sprzęt sportowy Puma, po jej przejęciu przez grupę PPR poprzez spółkę zależną Sapardis.